# Шахта «Торецька»
ДП Шахта «Торецька» — вугільна шахта в місті Торецьк Донецької області. Входить до ВО «Торецьквугілля».
Фактичний видобуток 357/118 тис. т (1990/1999). У 2003 р. видобуто 107 тис.т вугілля. Середньодобовий видобуток 1100/328 т/добу (1990/1999).
Максимальна глибина розробок 810 (1990—1999). Протяжність підземних виробок 26,6/22,7 км (1990/1999). Розробляє 6 пластів потужністю 0,69-1,35 м, кути падіння 26-42°.
Пласти небезпечні за вибухом вугільного пилу, 3 пласта загрозливі за раптовими викидами вугілля і газу,  2 пласта схильні до самозаймання в місцях геологічних порушень, 7 пластів небезпечні за проривами метану з підошви.
Кількість очисних вибоїв 5, підготовчих 18 (1999).

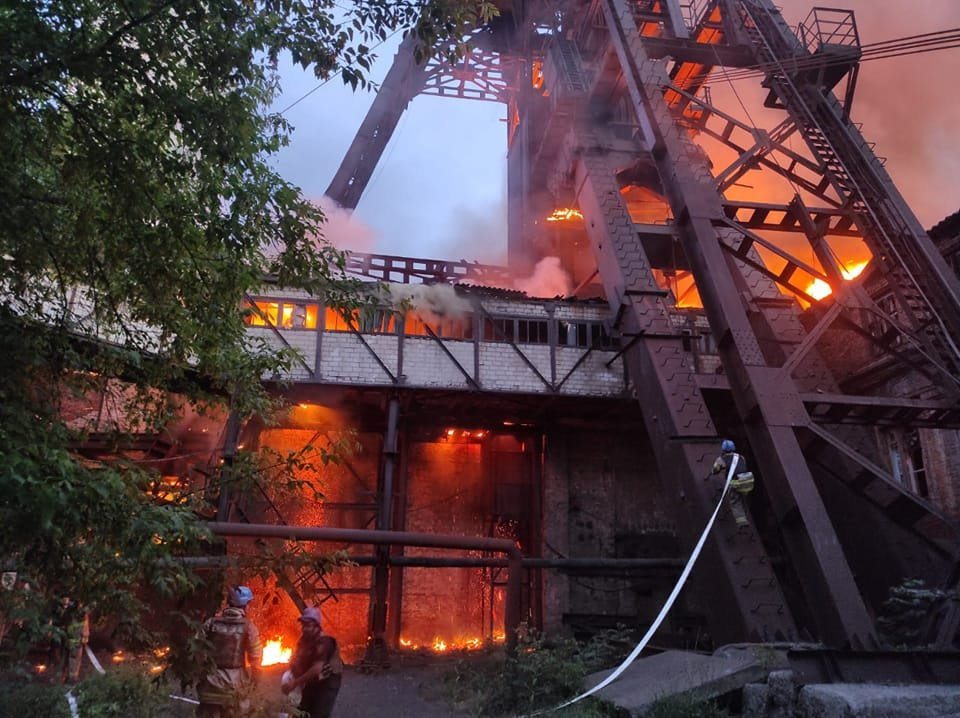
Пожежа після обстрілу 2022 року

27 червня 2022 року була обстріляна російською армією, внаслідок чого загорілася.
Кількість працюючих: 2274/2400 осіб, в тому числі підземних 1627/878 осіб (1990/1999).
Адреса: 85200, вул. Енгельса, 41, м. Торецьк, Донецька обл.